# Temple de Bel·lona
El temple de Bel·lona va ser un temple romà dedicat a la deessa Bel·lona i situat al costat del temple d'Apol·lo Sosià i del teatre de Marcel a l'antiga Roma, al peu del Palatí. Es va fer servir en diverses ocasions per a reunions de la cúria romana.

## Història
Es va construir a conseqüència d'un vot d'Api Claudi Cec en la batalla contra els etruscs i els samnites del 296 aC. És a la zona posterior del circ Flamini, fora del pomerium però a tocar la Muralla Serviana.
Aquest emplaçament permetia utilitzar l'edifici per a reunions del senat en les quals havien de participar ambaixadors estrangers de ciutats no aliades, també per a acollir els generals romans que tornaven d'una missió fora de la ciutat i esperaven mentre el senat decidia si se'ls concedia un triomf o per l'acomiadament d'un procònsol que se'n anava cap a la província assignada. Appi Claudi Pulcre, descendent de l'anterior va fer servir el temple de Bel·lona per allotjar els clipeus dels seus avantpassats perquè quedés en la memòria de tots que havien fundat aquell temple.
Les restes que se'n poden veure avui en dia pertanyen a una reconstrucció feta en el període d'August que no s'esmenta en les fonts literàries i que probablement era relacionada amb la transformació de la zona durant la construcció del teatre en aquell moment. August, relacionat amb el fundador del temple a través de la seva esposa, pot haver reconstruït el temple o bé el pot ser Publi Clodi Pulcre, cònsol del 38 aC, un aliat lleial i sogre d'August.
Només es conserven parts del nucli de formigó de runa de tova; tots els carreus es van robar. Uns pocs fragments solts d'arquitectura de marbre de Carrara i travertí, trobats a prop, com ara un colossal capitell decorat amb un peto i fulles de palma, s'atribueixen a l'alçat del temple. Gràcies a la informació a l'antic mapa Forma Urbis sabem que tenia sis columnes al llarg dels costats més curts i nou al llarg dels costats més llargs, així mateix s'accedia al podi a través d'una escala frontal.

## LaColumna Bellica
Al davant del temple hi havia una columna anomenada Columna Bellica que es feia servir per declaracions de guerra. La cerimònia es feia invocant Bel·lona, que era una antiga deessa de la guerra, i llançant des de la columna simbòlicament un pílum (una llança) cap al territori enemic. El ritual era més complicat quan es tractava de declarar la guerra a un territori que no limitava amb Roma, per exemple contra Pirros, rei de l'Epir. En aquest cas s'obligava un presoner de guerra a agafar un grapat de terra i a estar-se al circ Flamini, al costat d'una columna de fusta en representació del territori hostil i es projectava la llança cap a aquesta columna. Aquest procediment es va fer servir en diverses ocasions, la darrera va ser l'any 179, en temps de l'emperador Marc Aureli.
En les excavacions arqueològiques es va trobar una àrea circular pavimentada davant del temple, es va identificar en un principi amb el lloc on estava la columna, però més tard es va suposar que va ser una zona per cerimònies de lustrum, en acabar les campanyes militars, que es farien abans d'accedir al temple d'Apol·lo que hi havia al costat.